# Impatiens evrardii
Impatiens evrardii är en balsaminväxtart som beskrevs av Tardieu. Impatiens evrardii ingår i släktet balsaminer, och familjen balsaminväxter. Inga underarter finns listade i Catalogue of Life.